# Калиново (Покровский район)
Калиново (укр. Калинове) — село в Покровском районе Донецкой области Украины.
Население по данным всеукраинской переписи 2001 года составляло 219 человек. 